# Altertjärnarna
Altertjärnarna är en sjö i Älvsbyns kommun i Norrbotten och ingår i Piteälvens huvudavrinningsområde. Altertjärnarna ligger i Piteälven Natura 2000-område.